# Joya Grande, Oaxaca
Joya Grande är en ort i Mexiko.   Den ligger i kommunen Heroica Ciudad de Tlaxiaco och delstaten Oaxaca, i den sydöstra delen av landet, 290 km sydost om huvudstaden Mexico City. Joya Grande ligger 2 584 meter över havet och antalet invånare är 261.
Terrängen runt Joya Grande är lite bergig. Runt Joya Grande är det ganska glesbefolkat, med 22 invånare per kvadratkilometer. Närmaste större samhälle är Heroica Ciudad de Tlaxiaco, 11,5 km norr om Joya Grande. I omgivningarna runt Joya Grande växer huvudsakligen savannskog.